# Aklestadberg
Aklestadberg är ett berg i Antarktis. Det ligger i Östantarktis. Nya Zeeland gör anspråk på området. Toppen på Aklestadberg är 2 061 meter över havet.
Terrängen runt Aklestadberg är bergig åt sydväst, men åt nordost är den kuperad. Trakten är obefolkad. Det finns inga samhällen i närheten. 